# Disappear (песня Hoobastank)
«Disappear» — песня группы Hoobastank, выпущенная на альбоме The Reason. В качестве сингла трек был выпущен в 2005 году и стал последним синглом из The Reason. «Disappear» достигал 24 номера в Billboard в Модерн-рок чарте. Песня также появлялась в Now That’s What I Call Music! 18. Несмотря на это, сингл не был коммерчески успешным.

## Музыкальное видео
Действие проходило на концерте Hoobastank, показывая The Reason tour в моменте, когда они исполняли песню на Utah State Fairgrounds, в Salt Lake City в local radio station’s music festival. Видео было заснято Марком Веббом.
Это момент был последним, где был показан басист Маркку Лапаллаен до того как он покинул группу.

## Треки
CD 1
1. «Disappear» [Radio Edit] — 4:00
2. «Same Direction» [Acoustic Version] — 3:26
3. «Just One» [Album Version]
4. «Disappear» [Multimedia Track]

CD 2
1. «Disappear» [Radio Edit] — 4:00
2. «Same Direction» [Acoustic Version] — 3:26